# Claus Ogerman
Claus Ogerman – parfois orthographié Klaus Ogerman voire Claus Ogermann - est un compositeur, arrangeur et chef d’orchestre allemand. Il est né le 29 avril 1930 à Ratibor (Haute-Silésie, aujourd'hui en Pologne mais à l'époque en Allemagne) et mort le 8 mars 2016 à Munich. Pour se conformer aux volontés de sa famille, son décès n'a été rendu public que le 17 octobre 2016. La rumeur de son décès a commencé à se répandre à partir de juin 2016 sur plusieurs réseaux sociaux d'internet.
Claus Ogerman s’est illustré dans de nombreux domaines musicaux allant de la musique classique à la musique de variété, en passant par le jazz, la third stream, la bossa nova, le rhythm and blues et le rock.
Mais ce qui restera comme son plus grand apport à la musique du XXe siècle est son immense talent d'arrangeur pour orchestre à cordes, où il est considéré par de nombreux musiciens et mélomanes comme le plus grand arrangeur du siècle (notamment par le trompettiste Freddie Hubbard), en ayant créé une sonorité particulière des cordes, immédiatement reconnaissable sur la plupart des disques auxquels il a participé : "l'unison strings", une sonorité souvent dans l'aigu, en contrepoint de la mélodie.

## Biographie
Il commence sa carrière en Allemagne, travaillant comme arrangeur et/ou pianiste pour des chanteurs ou des orchestres de musique de variétés, notamment à Baden-Baden, avec l'orchestre de Kurt Edelhagen. À cette époque, il compose aussi la musique de nombreux films de série B.
En 1959, il s’installe aux USA.
De 1959 aux années 1970, il travaille comme arrangeur pour le producteur Creed Taylor, le suivant sur les étiquettes Verve Records, MGM, A&M et CTI. Dans ce cadre, il enregistre avec de nombreux jazzmen ou artistes brésiliens.
Pour d’autres maisons (Atlantic Records, Capitol Records, CBS, Decca, Emarcy, EMI, Fantasy Records, MCA Records, Motown, Polydor, RCA Victor, ...), il travaille sur des albums plus « commerciaux ».
Après la fin de sa collaboration avec Creed Taylor, il mène une carrière d'arrangeur entièrement à la pige.
En parallèle à sa carrière « commerciale », Ogerman mène une carrière de compositeur de musique « classique » ou de third stream music. Ogerman, dans ce domaine, dit avoir été influencé par le travail de Max Reger et Alexandre Scriabine. Compositeur, décidément, au « spectre large », il lui est arrivé d’utiliser des techniques d’écritures plus « contemporaines » comme celle de la musique sérielle.
Il a été récompensé de deux Grammy Awards :
- 1979 : "Best Instrumental Arrangement" pour Soulful Strut de George Benson
- 2009 : "Best Instrumental Arrangement Accompanying Vocalist" pour Quiet Nights de Diana Krall

## Musique classique&third streammusic
Musique de chambre :
- Duos pour violon et piano. Enregistré par Yue Deng (violon) et Jean-Yves Thibaudet (piano).
- Sarabande – Fantasie[2]. Idem
- Duo Lirico per violono e pianoforte. Idem
- Preludio and Chant.[2]. Idem
- Nightwings. Idem
- Musica per due pianoforte. Enregistré par Begona Uriarte et Karl-Hermann Mrongovious (piano)

Œuvres symphoniques et/ou concertantes :
- Elegia[3]. Enregistré avec le London Symphony Orchestra avec en soliste Gidon Kremer (violon)
- Three symphonic dances. Idem
- Lirico. Idem
- Sarabande-Fantasie fur Violine und Orchester. Enregistré par le National Philharmonic Orchestra London avec en soliste Aaron Rosand (violon)
- Preludio & Chant fur Violine und Orchester. Idem + autre version avec London Symphony Orchestra et Gidon Kremer
- Canadian Concerto pour piano et orchestre. (1962). Kurt Edelhagen and his Concert Orchestra

Œuvres lyriques et vocales :
- Lyric suite. Enregistré par le London Symphony Orchestra avec en soliste Marilyn Schmeige (mezzo soprano)
- Tagore-Lieder (sur des poèmes de Rabindranath Tagore). Enregistré par Judith Blegen (soprano) et Brigitte Fassbaender (piano)
- Ten song for chorus a-capella (sur des poèmes de Georg Heym)

Ballet :
- Some Times. Ballet pour l'American Ballet Theatre

Third stream music :
- Concerto for orchestra and jazz piano[4]
- Symbiosis. Soliste Bill Evans (piano)
- Cityscape. Soliste Michael Brecker (saxophone ténor)
- Symphonic dances. Solistes Phil Woods (saxophone alto) et Ray Brown (contrebasse)

## Jazz
Arrangements pour des albums de :
George Benson, Donald Byrd, Betty Carter, Blossom Dearie, Bill Evans, Stan Getz, Benny Goodman, Stéphane Grappelli, Freddie Hubbard, Johnny Hodges, Jackie and Roy, Hank Jones, Quincy Jones, Wynton Kelly, Diana Krall, Eddie Palmieri, Danilo Perez, Oscar Peterson, Doc Severinsen, The Singers Unlimited, Jimmy Smith, Cal Tjader, Mel Tormé, Stanley Turrentine, Dinah Washington, Kai Winding, ...

## Bossa nova
Arrangements et/ou direction d'orchestre pour des albums de :
João Donato, Astrud Gilberto, João Gilberto, Carlos Lyra, Antônio Carlos Jobim, ...
Son travail avec Jobim est probablement la part la plus connue et la plus appréciée par le "grand public" de son œuvre. On citera Francis Albert Sinatra & Antonio Carlos Jobim (1967), The Composer of "Desafinado" Plays (1963),  A Certain Mr. Jobim (1967), Wave (1967), Jobim (1972), Urubu (1976) et Terra Brasilis (1980), ainsi que les deux albums réalisés avec Diana Krall, et dont la dominante rythmique est la bossa nova.
En 1973, Ogerman participe peut être à l’oeuvre la plus sombre de Jobim, un poème merveilleux Matito Pere  où il apporte sa magnificence, libéré des années 60 les deux artistes livrent une partition qui comptera peut être parmi les classiques des siècles à venir, entre musique du XXe siècle, brasil et nuance classique presque musique de film cet album incompris à sa sortie démontre s’il était besoin de le dire que ce qui n’est pas compris dans le moment peut se révéler à travers le temps comme une œuvre majeure.

## Pop,rock,blues,soul,rhythm and blues
Arrangements et/ou direction d'orchestre pour des albums ou EP de :
Solomon Burke, The Drifters, Dr. John, Ben E. King, Brenda Lee, The Shadows, ...

## Chanson internationale
Arrangements ou compositions pour des albums ou EP de :
Burt Bacharach, Gene Bua, David Clayton-Thomas, Sammy Davis Jr, Connie Francis, John Gary, Michael Franks, Lesley Gore, Matt Monro, Gene Pitney, Frank Sinatra, Barbra Streisand, Pat Thomas, Chris Valois, ...

## Musique de variétés,easy listening,musak
Arrangements ou compositions pour des albums ou EP de :
Jan Akkerman, Ray Anthony, Kurt Edelhagen, Glen Gray Casa Loma Orchestra, Max Greger, Al Hirt, André Kostelanetz, James Last, Guy Lombardo, Peter Nero, Gordon MacRae, Nelson Riddle, Jerry Ross (en), Fritz Schulz-Reichel (alias Crazy Otto), Ruth Welcome, ...
Par ailleurs, Ogerman a enregistré plusieurs disques de musique de variété instrumentale sous son propre nom ("Claus Ogerman and his Orchestra").
Pour anecdote, Ogerman a même enregistré sous son nom deux 45 t destinés exclusivement au "marché français" : Viens danser la bostella (RCA Victor France, 426-87 M ; 1965) et Watusi Trumpets : indicatif de l'émission du matin de 9 h à 12 h sur Europe 1 (RCA Victor France, 86.553 ; 1965).

## Musiques de films
- De nombreux films allemands de série B : Die Unschuld vom Lande (1957), Eine Verrückte Familie (1957), Ich war ihm hörig (1957), Liebe, wie die Frau sie wünscht (1957), Weißer Holunder (1957) Siebenmal in der Woche (1957), Die Prinzessin von St. Wolfgang (1957), Le péché commence avec Ève (Mit Eva fing die Sünde an, 1958),  Rivalen der Manege (1958), Seine Hoheit war ein Mädchen (1958), Liebe, Mädchen und Soldaten (1958), Ein Sommer, den man nie vergißt (1959), Du gehörst mir (1959)
- Un film "érotique"[6] : Mädchen für die Mambo-Bar (1959)